# Futbol sala
El futbol sala (IPA: [fudˈbɔɫ ˈsa.ɫə]) , futsala o futsal és un esport practicat entre dos equips de cinc jugadors que deriva del futbol -que és la base del joc- on s'apliquen aspectes d'altres esports com el waterpolo, el voleibol, l'handbol i el bàsquet. El terreny de joc és dur i té unes dimensions de 24 a 28 metres de llargada i de 13 a 15 metres d'amplada.
Inicialment va ser coordinat per la Federació Internacional de Futbol de Sala (FIFUSA). Posteriorment la FIFA va aconseguir que bona part dels equips de FIFUSA passessin a integrar la seva federació dins un comitè esportiu. Equips i federacions que no van entrar a la FIFA van decidir aleshores crear l'AMF, que considera el futsal com un esport independent. Tot i alguns esforços per part de l'AMF i la FIFA per a unificar la modalitat i obtenir el reconeixement del Comitè Olímpic Internacional, cap de les dues entitats ha aconseguit el seu propòsit, deixant com a conseqüència l'estancament d'aquesta disciplina, ja que a Europa i Sud-amèrica es practica amb les mateixes regles, tot i que la FIFA prohibeix als seus atletes practicar el futsal de l'AMF.

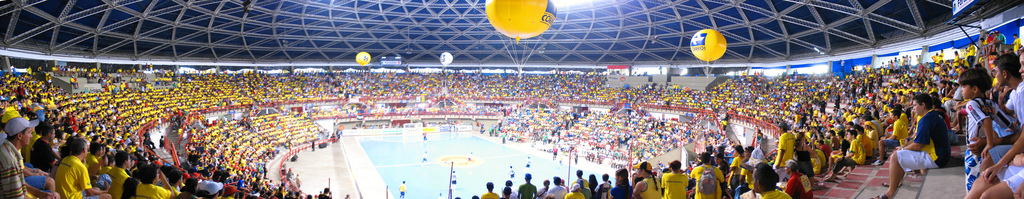
Partit de futbol sala entre Argentina i Brasil.

Els jugadors d'aquest esport requereixen una gran habilitat tècnica i domini sobre la pilota, així com velocitat i precisió en l'execució tant en rebre o realitzar gestos tècnics.
Tenint en compte no només la part de les regles sinó també algunes tàctiques, el futbol sala és un esport d'associació, amb oponent, mínim contacte i mòbil. Les substitucions són "volants", això significa que qualsevol jugador pot sortir en qualsevol moment: no cal parar el joc, sempre que primer surti el jugador que hi ha al camp i posteriorment entri el suplent.
Existeixen diversos tipus de faltes:
- Tècniques: travetes, empenta, puntada de peu, etc.
- Personals: trigar més de 4 segons, faltes de porter, cessió, etc.
- Disciplinàries: aquelles en què hi ha una falta de respecte al contrari.

## Història
L'origen del futbol sala és l'any 1930 a la ciutat de Montevideo (Uruguai) on Juan Carlos Ceriani Turcan va concebre una versió del futbol per a una competició juvenil. El joc es realitzava en pistes de bàsquet, amb sostre i sense parets.
El nom Futsal, que és el terme internacional utilitzat, deriva de la paraula castellana o portuguesa "Fútbol" o "Futebol" i de la paraula portuguesa, francesa o castellana "Salão", "Saló" o "Sala". Originalment es coneixia com a Minisoccer. Actualment també se'l coneix amb el nom de Fut-Cinc.
Una vegada que Ceriani el va impulsar, el futsal es va fer popular ràpidament a Sud-amèrica, particularment al Brasil.
L'habilitat desenvolupada en aquest joc es fa visible en el mundialment famós estil que els brasilers demostren en el Futbol onze. Pelé, Zico, Sócrates Brasileiro Sampaio de Souza Vieira de Oliveira, Bebeto i altres estrelles del futbol brasiler van desenvolupar la seva habilitat jugant a futsal.
Encara que Brasil continua essent l'eix del futsal mundial, el joc es juga actualment a tot el planeta sota les directrius de dues organitzacions que se'n disputen el control, la FIFA i l'Associació Mundial de Futsal (AMF), des d'Europa, Nord-amèrica, Amèrica Central i el Carib, a Sud-amèrica, Àfrica, Àsia i Oceania.
La primera competició internacional es va fer el 1965, quan Paraguai va guanyar la primera Copa Sud-amèrica. Es van jugar sis copes més fins a l'any 1978, guanyades per Brasil. Brasil va continuar dominant amb una victòria en la primera Copa Panamericana l'any 1980 i la va guanyar novament el 1984.
La FIFA considera que el futbol sala ha de dependre de la federació de futbol i l'AMF (continuadora de FIFUSA,abans que la FIFA s'ocupés del futbol sala) considera que és un esport totalment diferent i ha d'estar regit per una federació pròpia.
L'Associació Mundial de Futsal (AMF) i la Unió Europea de Futbol Sala (UEFS) reconeixen oficialment la Federació Catalana de Futbol Sala (FCFS) des de 2006 i 2004 respectivament.
Als Països Catalans, hi ha una part dels equips que estan inscrits a la RFEF, que organitza la LNFS, i una altra part que participen en la Lliga Nacional Catalana de Futsal. Els equips professionals més importants són el Playas de Castellón, el Futbol Sala Martorell, el Marfil Santa Coloma o el FC Barcelona, entre d'altres.

## Posicions
- Porter: el porter és el jugador, el qual el seu principal objectiu és evitar que la pilota entri a la seva porteria durant el partit. En aquest cas, si és inferior a juvenil els serveis de porteria no poden passar del centre del camp; això seria falta. El porter pot incorporar-se a l'atac i actuar com un jugador més de camp, podent tocar la pilota al seu propi camp una sola vegada i amb un màxim de 4 segons (sempre que no la toqui el contrari) i en camp contrari totes les vegades que vulgui.
- Tanca: aquest jugador s'ubica per davant del porter com a base de la línia de tres jugadors a l'atac i és l'últim jugador de camp a la defensiva. Aquest jugador sol ser el que mou el joc, i és un dels jugadors, després del porter, que ha d'organitzar l'equip. En situació posicional d'inici serà el jugador de pista més endarrerit. Hi ha diverses concepcions del tanca en el futbol sala. El tanca clàssic i el tanca modern són les dues més reconegudes. El primer se'l reconeix com un jugador amb poca mobilitat fort i corpulent, amb potència i poc recorregut. El segon està més adaptat a l'evolució del futbol sala, amb més moviment i recorregut i tècnicament molt dotat. Jordi Torras o Kike Boned són tanques.
- Ala jugadors que s'ubiquen sobre les bandes. Han de pujar i baixar sense parar i cercar sempre el suport per als seus companys.
- Pivot: jugador de l'equip que està més a prop de la porteria rival, que compleix funcions ofensives de rebre i jugar la pilota a l'esquena de la porteria, ja sigui per a fer-se la volta i rematar o per a passar la pilota als seus companys; i defensives, com integrar la primera línia defensiva al rival. Aquest jugador ha d'estar en constant moviment, en cerca de qualsevol forat per a oferir una passada a un jugador sense marcar.

## Sistemes de joc
l'Equip pot dividir-se en dues formacions diferents: 
1. La més utilitzada és la 1-2-1 + un porter i és la que ha estat descrita a l'apartat de posicions anterior.
2. La segona formació, menys utilitzada però útil quan es vol defensar (sistema defensiu-ofensiu), és la 2-2 + un porter. En aquesta formació el nom de les posicions no canvien però si canvia la seva funció.
Dos jugadors es quedaran davant del porter però més endarrere (àrea de mig camp) i els altres dos estan situats més a prop de la porteria rival (àrea de mig camp). És un mètode de joc que fa que les posicions vagin canviant constantment durant el partit i segons les circumstàncies que vagin succeint. Per tant, és una formació rotativa.

### A TENIR EN COMPTE A LA FORMACIÓ 2-2
Els jugadors que juguen més endarrere són els que han de tenir més velocitat (han de ser molt ràpids), bona passada i habilitats en regatejar per tal de poder sortir fàcilment de la pressió del rival.
Els jugadors del davant han d'estar ben oberts a les bandes per tal de generar espai, sobretot en el moment en què el rival està més tancat perquè genera més habilitats de joc.

## Període dejoc
Un partit de futbol sala dura 40 minuts i es divideix en dos temps de 20 minuts cadascun; parant el cronòmetre, cada vegada que la pilota no estigui en joc; més les pauses de menys d'un minut que els entrenadors desitgin fer.
En aquest esport, es compta el temps jugat. Per exemple, quan surt la pilota o es comet una falta, el temps es para. Fins que entri la pilota en joc; es continua. A diferència del futbol, que es recompensa el temps perdut fins al final del partit.

## Competicions
Les principals competicions del món del futbol sala són les següents:

### Competicions de seleccions
| FIFA                                   | AMF/FIFUSA                           |
| -------------------------------------- | ------------------------------------ |
| Copa Mundial de futbol sala de la FIFA | Campionat Mundial de futsal de l'AMF |
| Copa Confederacions de futbol sala     | Copa del Món de Seleccions Nacionals |
| Eurocopa de Futbol Sala                | Eurofutsal                           |
| Copa Amèrica de futbol sala            | Campionat Sud-americà de futbol sala |
| Campionat Africà de Futsal             | Sense equivalent                     |
| Campionat Asiàtic de Futsal            | Sense equivalent                     |
| Campionat de Futsal de Concacaf        | Sense equivalent                     |
| Campionat de Futsal de la OFC          | Sense equivalent                     |

### Competicions de clubs internacionals
| FIFA                                 | FIFUSA/AMF                          |
| ------------------------------------ | ----------------------------------- |
| Copa Intercontinental de futbol sala | Campionat Mundial de Clubs          |
| Copa de la UEFA de futbol sala       | Champions League UEFS               |
| Recopa d'Europa de Futbol Sala       | Copa de la UEFS de futsal           |
| Copa Libertadores de Futsal          | Panamericà i/o Sud-americà de Clubs |
| Campionat de Clubs de l'Àsia (AFC)   | Sense equivalent                    |
| Campionat de Clubs de CONCACAF       | Sense equivalent                    |
| Sense equivalent                     | Supercopa de la UEFS                |
| Sense equivalent                     | Copa de la UEFS Femenina            |

### Competicions de clubs nacionals
- Lliga catalana de futbol sala
- Lliga espanyola de futbol sala
- Lliga portuguesa de futbol sala
- Superlliga russa de futbol sala
- Campionat argentí de futsal de l'AFA
- Lliga brasilera de futbol sala
- Liga kazakh de futbol sala
- Liga italiana de futbol sala
- Divisió 1 francès